# عطا طايل
عطا طايل حميدة رحيل أحد منفذي عملية اغتيال الرئيس المصري السابق محمد أنور السادات.
تم إعدام عطا طايل شنقا في سجن الاستئناف صباح يوم الخميس الموافق 15 إبريل 1982، نُفذ حكم الإعدام في اليوم ذاته في محمد عبد السلام فرج وعبد الحميد عبد السلام عبد العال وخالد الإسلامبولي وحسين عباس وكلهم شاركوا في عملية الاغتيال.